# Virginia Slims of Florida 1985
Virginia Slims of Florida 1985, також відомий під назвою VS of Florida, — жіночий тенісний турнір, що проходив на відкритих кортах з твердим покриттям у Кі-Біскейн (США). Належав до Світової чемпіонської серії Вірджинії Слімс 1984. Відбувсь усьоме і тривав з 21 січня до 27 січня 1985 року. Друга сіяна Кріс Еверт-Ллойд здобула титул в одиночному розряді.

## Фінальна частина

### Одиночний розряд
Кріс Еверт-Ллойд —  Мартіна Навратілова 6–2, 6–4
- Для Еверт-Ллойд це був 1-й титул в одиночному розряді за сезон і 133-й — за кар'єру.

### Парний розряд
Кеті Джордан /  Елізабет Смайлі —  Пархоменко Світлана Германівна /  Лариса Нейланд 6–4 7–6

## Нотатки
1. ↑  Світова чемпіонська серія Вірджинії Слімс 1984 тривала від березня 1984 року до березня 1985-го.[1]